# 高都玉皇庙
高都玉皇庙，又名城隍庙，位于山西省晋城市泽州县高都镇北街村古镇内，镇政府南侧约30米。
高都玉皇庙的历史可追溯到隋唐，最初为古高都县的城隍庙。山门、献亭和主体建筑玉皇殿为较晚近的明清建筑，而两侧的东西垛殿年代久远。东垛殿（城隍殿）紧挨正殿，为金代建筑，面阔三间，单檐悬山顶，前檐设廊，斗栱粗大，形制古朴，前檐下四根石柱通体和门框门楣上装饰有金代遗留的花卉、化生童子等各种精美图案，石柱线刻极为精美，柱头和门额上刻有几处金代题记，分别为金承安二年（1197年）的布施题记、泰和二年（1202年）、泰和八年（1208年）的施造题记，为现存最古的建筑。廊下设有精美的月梁造，在北方极为罕见。西垛殿（三圣殿）为元代遗构。
2007年1月，高都城隍庙公布为第二批晋城市文物保护单位，编号2-15。2021年8月4日，高都玉皇庙公布为第六批山西省文物保护单位，古建筑类，年代为金至明、清，编号6-190。